# Campagne des Tang contre les royaumes des oasis
Campagnes des Tang contre les Turcs occidentaux
Dans les années qui suivent l'assujettissement du Khaganat des Turcs Orientaux par Tang Taizong, l'empereur de Chine commence à vouloir étendre son pouvoir et sa domination sur les cités-royaumes des oasis du bassin du Tarim. Ces États, peuplés par des Tokhariens et des Saka, sont alors en théorie des alliés et/ou des vassaux du Khaganat des Turcs Occidentaux. En 640, l'empereur Taizong envoie le général Hou Junji vers l'ouest pour vaincre et annexer le royaume de Karakhoja, ce qui représente la première tentative chinoise de mettre en place une présence militaire et politique permanente dans la région depuis le IVe siècle. En 644, le royaume de Karachahr, qui était pourtant un allié des Tang lors de la campagne contre Karakhoja, se rebelle contre la Chine et fait allégeance au Khaganat des Turcs Occidentaux. Taizong riposte en envoyant Guo Xiaoke (chinois : 郭孝恪), le commandant de la garnison chinoise de Karakhoja, attaquer et capturer Long Tuqizhi (chinois : 龙突骑支), le roi de Karachahr. Mais il s'agit d'une victoire de courte durée, car ce royaume se rebelle peu après le départ des Chinois. La riposte des Tang a lieu en 648, quand le général Ashina She'er (chinois : 阿史那社尔), qui est le deuxième fils du dirigeant turc Shibi Khan, attaque les royaumes de Karachahr et Kucha dans le sud du bassin du Tarim et conquiert les deux. La conquête du bassin est achevée lorsque les royaumes de Kachgar et Khotan font leur soumission aux Tang la même année, permettant à la dynastie chinoise de dominer la région pendant 150 ans, en dehors d'une brève période où le Tibet en prend le contrôle entre 687 et 692.

## Situation avant le conflit
Contrairement au Khaganat des Turcs Orientaux, celui des Turcs Occidentaux ne constituait pas une menace majeure pour les Tang durant les premières années d'existence de la dynastie. En effet, les Turcs Occidentaux sont plus éloignés du territoire des Tang que leurs cousins Orientaux et sont alors totalement indifférents aux ambitions chinoises. De plus, ce Khaganat souffre constamment de conflits internes et n'arrive pas à se focaliser sur les menaces extérieures. Au début, les relations entre la nouvelle dynastie et les Turcs Occidentaux sont donc pacifiques, ces derniers et leurs vassaux du bassin du Tarim n'étant pas alors des cibles de l'expansionnisme Tang. Pour être précis, les Turcs et certains de leurs alliés sont même, en théorie, des vassaux de la Chine. Ainsi, en 619 Tongyehu Khan, le Khan des Turcs Occidentaux, et Qu Boya, le roi de Karakhoja, envoient des tributs à l'Empereur Tang Gaozu, alors que ce dernier n'a fondé la dynastie Tang que depuis un an et lutte encore contre ses rivaux pour la suprématie sur la Chine. En 625, Tongyehu demande à pouvoir épouser une princesse Tang, ce que l'empereur Gaozu accepte dans un premier temps. Mais cette alliance potentielle agace et inquiète Illig Qaghan, le dirigeant des Turcs Orientaux, qui fait le nécessaire pour que le mariage n'ait jamais lieu.
Durant les années qui suivent la fondation de la dynastie Tang, une intense rivalité s'installe entre Li Jiancheng le Prince héritier, et son frère cadet Li Shimin le Prince de Qin. Cette rivalité trouve sa conclusion en 626, lorsque Shimin tend une embuscade qui lui permet d'éliminer Jiancheng et son autre frère Li Yuanji, le Prince de Qi, lors du coup de la porte Xuanwu. Il force ensuite l'empereur Gaozu à faire de lui le nouveau prince héritier, puis à abdiquer quelques mois plus tard. Li Shimin monte alors sur le trône et devient l'empereur Tang Taizong en 628. La même année, Tongyehu Khan est tué par son oncle Ashina Moheduo, qui monte sur le trône sous le titre de Quliqipi Khan. Cependant, certaines grandes familles turques soutiennent Ashina Dieli, le fils d'Ashina Tong, qui se proclame également Khan et prend le titre de Siyehu Khan. Les deux cherchent l'aide des Tang et un mariage avec une princesse impériale, mais l'empereur Taizong décline les propositions des deux Khans. Finalement, en 630, Ashina Dieli vainc et tue Ashina Moheduo, réunifiant à nouveau le Khaganat des Turcs Occidentaux. Pendant ce temps, Qu Wentai, le roi de Karakhoja se rend à Chang'an en 630, où il est reçu chaleureusement à la Cour Impériale des Tang.
En 632, Ashina Dieli, qui avait déjà perdu le soutien de son peuple à cause de sa cruauté, perd une campagne contre les Khazars. Après cet échec, ses alliés des tribus Shebeidaguan (設卑達官) et Nushibi se retournent contre lui, l'attaquent et le forcent à s'enfuir chez les Kangju. Dépourvus de chef, les Turcs choisissent Ashina Nishu comme nouveau Khan, sous le titre de Duolu Khan. Comme son prédécesseur, le nouveau Khan se soumet nominalement aux Tang et reçoit des titres en retour. Mais les inimitiés et les problèmes internes aux Turcs continuent pendant son règne et même après sa mort lorsque son frère, Ashina Tong'e, lui succède.
Selon les chroniques historiques chinoises, dès 638, Ashina Tong'e n'a plus le soutien du peuple des Turcs occidentaux et la moitié nord du Khaganat a fait allégeance à un Prince turc nommé Ashina Yugu, qui a pris le titre de Yipiduolu Khan. Malgré plusieurs batailles de grande ampleur, aucun des deux Khans ne réussit à vaincre l'autre et le Khaganat se retrouve divisé en 2, la rivière Ili servant de frontière entre les deux domaines. La mort d'Ashina Tong'e en 639 ne résout rien, car il est remplacé par son neveu Ashina Bobu, qui devient Shaboluoyehu Khan.

## Campagne contre Karakhoja

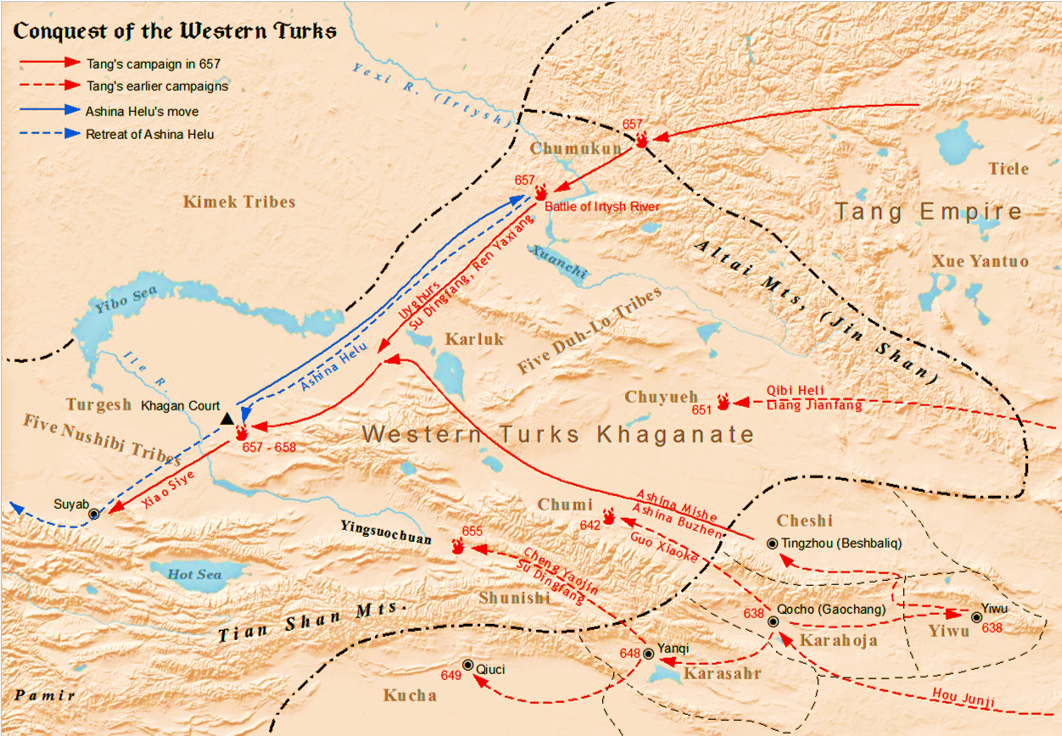
Les campagnes des Tang dans les régions de l'ouest

En 630, les Tang mettent fin à la menace que représentaient pour eux les Turcs Orientaux, en les détruisant au terme d'une campagne militaire victorieuse. Les Tang ont donc les mains libres pour concrétiser leurs différentes ambitions territoriales, mais au début, rien ne semble faire de Karakhoja une cible prioritaire. En effet, ce royaume, qui est gouverné depuis 498 par le clan Qu, est le plus sinisé de tous les royaumes du bassin du Tarim. Pendant le règne des Qu, le chinois est la langue écrite officielle de Karakhoja, les classiques chinois sont enseignés aux étudiants et la bureaucratie gouvernementale est basée sur la structure politique de la Chine impériale. De plus, comme on l'a vu plus haut, Qu Wentai, le roi de Karakhoja, s'est personnellement rendu à la Cour des Tang pour faire allégeance à Tang Taizong.
La situation change en 638 quand Wentai se rapproche des Turcs en s'alliant aux Chuyue (處月) et aux Chumi (處密), deux tribus turques du Khaganat Occidental. Les troupes de Karakhoja attaquent alors le royaume de Karachahr, s'emparent de cinq villes dudit royaume et repartent avec 1 500 prisonniers, hommes et femmes confondus. Qu Wentai s'allie également avec Ashina Bobu contre Yiwu (伊吾), qui, tout comme Karachahr, est un allié des Tang. En 639, l'empereur Taizong publie un édit dans lequel il réprimande Qu Wentai et lui ordonne d'envoyer Ashina Ju (阿史那矩), un des hommes de confiance de Qu, à la Cour des Tang afin de discuter des relations entre le royaume-oasis et l'empire chinois. Qu Wentai refuse d'envoyer Ju et c'est Qu Yong (麴雍), un autre haut fonctionnaire, qui fait le voyage jusqu'à Chang'an, la capitale des Tang, pour s'excuser officiellement au nom de son roi. L'empereur Taizong ordonne également à Qu Wentai de renvoyer les Chinois qui étaient auparavant en exil dans le Khaganat des Turc Orientaux et qui se sont enfuis à Karakhoja lorsque les Tang ont conquis ledit Khaganat en 630. Qu Wentai irrite une nouvelle fois l'empereur Taizong en tentant de persuader Yi'nan, le ZhenZhu Khan des Xueyantuo, de prendre plus d'indépendance par rapport aux Tang. C'est tout l'inverse qui se produit, car dès que l'empereur Taizong, lassé du double jeu de son vassal, commence à planifier une invasion contre Karakhoja, Yi'nan offre son aide aux Tang. Pour être complet, il faut toutefois préciser qu'aucune archive ni aucune chronique ne fait mention d'une quelconque participation concrète des Xueyantuo à cette campagne.
Autour du nouvel an 640, après l'échec d'une ultime tentative de Tang Taizong pour obtenir de Qu Wentai qu'il revienne sur sa position anti-Tang, l'empereur donne l'ordre au général Hou Junji d'attaquer Karakhoja, avec l'assistance du général Xue Wanjun (薛萬均). Au début, Qu Wentai ne prend pas la menace au sérieux, car il pense que les Tang ne peuvent pas l'attaquer avec une grande armée, en raison des problèmes logistiques liés à la traversée du désert et il est sûr que son royaume est capable de résister à une attaque d'une petite armée Tang. Cependant, à l'automne 640, Hou réussit bel et bien à faire traverser le désert à une puissante armée et s'approche de Karakhoja. Lorsqu'il apprend la nouvelle, Qu Wentai en meurt de stress et d'anxiété. C'est son fils, Qu Zhisheng (麴智盛), qui lui succède sur le trône. Après avoir rejeté une proposition d'un de ses conseillers, qui lui proposait de lancer une attaque surprise contre le cortège funèbre de Qu Wentai, Hou Junji commence par s'emparer de Tiandi (田地), une ville située juste à l'est de la capitale de Karakhoja. Après cette première victoire, il commence à marcher sur la capitale elle-même. Mis au courant de la situation, Qu Zhisheng lui écrit pour s'excuser des offenses de son père et Hou lui répond en lui ordonnant de se rendre. Qu Zhisheng refuse et demande de l'aide à Ashina Bobu pendant que Junji assiège la ville. Mais au lieu d'aider son vassal, Bobu se replie loin de Karakhoja, tandis que le général qu'il avait envoyé défendre Kehanfutu (可汗浮圖), préfère se rendre aux Chinois. Zhisheng comprend immédiatement que, sans l'aide des Turcs Occidentaux il n'a aucune chance de remporter la victoire et il capitule.
Après cette victoire, Wei Zheng, le chancelier de l'empereur Taizong, conseille à ce dernier de laisser Zhisheng sur le trône de Karakhoja et de garder le royaume-oasis comme vassal. L'empereur Taizong décide de faire le contraire en annexant le territoire de Karakhoja pour le diviser en deux Zhou : celui de Xi (西州), dont le siège se trouve à Karakhoja et celui de Ting (庭州), dont le siège se trouve à Kehanfutu. Pour maintenir une présence militaire permanente dans la région et protéger les nouveaux Zhou, il crée le Protectorat Général pour Pacifier L'Ouest dont le siège est fixé à la forteresse de Jiaohe (交河), qui se trouve près de Karakhoja, où s'installe une garnison. Hou Junji repart pour Chang'an et emmène avec lui Qu Zhisheng et ses fonctionnaires, après avoir rendu au royaume de Karachahr les cinq villes dont Qu Wentai s'était emparé en 638. L'empereur Taizong offre ensuite son pardon à Qu Zhisheng et lui octroie le titre de duc de Jincheng ainsi que le grade de général, avant de le garder auprès de lui à Chang'an. Pour renforcer les défenses du Zhou de Xi, l'empereur Taizong décide de gracier les prisonniers condamnés à la peine de mort et de commuer leur peine en exil à Xi, ceci afin de renforcer la présence chinoise sur place. En outre, il commue également les peines des personnes condamnées à l'exil, qui, à la place, doivent effectuer une période de "service militaire" au sein de l'armée chargée de la défense de Xi, ce pour une période correspondant à la durée de l'exil auquel elles avaient été initialement condamnées.

## Entre les campagnes contre Karakhoja et Karachahr
Pendant ce temps, la guerre entre Ashian Bobu et Ashina Yugu continue de déchirer le Khaganat des Turcs Occidentaux. Attaqué par Yugu, Bobu finit par se reconnaître vassal des Tang en 641; mais cela ne l’empêche pas d'être vaincu et exécuté par son ennemi un peu plus tard la même année. À partir de cette date, Ashina Yugu est le seul et unique Khan des Turcs Occidentaux et le Khaganat est finalement réunifié. Après sa victoire, Ashian Yugu conquiert Tuhuoluo (吐火羅), puis il attaque Yiwu en 642, qui, entre-temps, avait été intégré à l'empire des Tang et était devenu le Zhou de Yi (伊州). Cette attaque se conclut par un échec, car il est repoussé par le général Guo Xiaoke (郭孝恪).
À cette même date le Khaganat des Turcs Occidentaux recommence à souffrir de conflits internes, car Ashina Yugu aurait conservé pour lui-même le butin des attaques sur Kangju et Mi (米) et refusé de le partager avec ses hommes. De plus, lorsque l'un de ses généraux nommé Ashina Nishou (阿史那泥熟) tente de récupérer une part du butin, Yugu le fait exécuter, ce qui provoque la révolte de Huluwu (胡祿屋), un des hommes de Nishou. Très vite les rebelles recherchent l'aide des Tang et l'empereur Taizong leur répond de manière positive en donnant au fils d'Ashina Moheduo le titre de Yipishekui Khan. Si au début Ashina Yugu prend le dessus sur les troupes de Yipishekui Khan, les rebelles refusent de se rendre malgré les défaites, et Ashina Yugu finit par se replier dans l'ancien territoire de Tuhuoluo. Malgré ce nouveau conflit interne, le Khaganat des Turcs Occidentaux continue d'exister, mais les liens unissant les différentes tribus turques sont distendus.

## Première campagne contre Karachahr
Jusque là, le royaume de Karachahr était resté un allié des Tang, mais vers 644, Ashina Quli (阿史那屈利), un général des Turcs Occidentaux, kidnappe la fille de Long Tuqizhi, le roi de Karachahr, pour qu'elle devienne la femme de son frère. Tuqizhi réagit en commençant à favoriser le Khaganat des Turcs Occidentaux et en diminuant le montant des tributs qu'il verse aux Tang. Ce changement irrite et inquiète Guo Xiaoke, qui demande la permission d'attaquer Karachahr, ce que Taizong autorise en 644. À cette date, trois des frères de Long Tuqizhi se trouvent au Zhou de Xi et Guo en profite pour prendre l'un d'entre eux, Long Lipozhun (龍栗婆準), comme guide. D'après les chroniques de l'époque, comme la capitale du royaume de Karachahr est entourée d'eau, Tuqizhi se sent en sécurité et prend peu de précautions pour se prémunir contre une attaque. Guo profite de cette impréparation pour lancer une attaque surprise, en traversant les eaux de nuit et dès l'aube, les soldats Tang gravissent les murs de la ville, s'en emparent et capturent Long Tuqizhi. Guo installe Long Lipozhun sur le trône de son frère, puis repart pour Chang'an. Trois jours plus tard, Ashina Quli arrive avec une armée de secours pour prêter main-forte à Long Tuqizhi. Voyant que les Chinois ont déjà pris la ville, mais se sont repliés, il s'empare de Karachahr, capture Long Lipozhun et se lance à la poursuite de Guo. Ce dernier fait demi-tour et repousse Quli, sans pour autant reprendre Karachahr.
Peu de temps après, Ashina Chuna (阿史那處那), un autre général des Turcs Occidentaux, envoie un de ses hommes à Karachahr pour qu'il en devienne le Tudun (en), soit un "protecteur" agissant comme un roi "de facto". Une fois sur place, le Tudun commence par envoyer un tribut aux Tang pour se faire accepter par ses puissants voisins; mais quand son émissaire arrive à Chang'an, l'empereur Taizong le réprimande et déclare: "J'ai attaqué Karachahr. Qui êtes-vous pour l'occuper?". Terrorisé par cette réponse, le Tudun abandonne son poste et quitte immédiatement le royaume. Livrés à eux-mêmes, les nobles de Karachahr choisissent Xuepoanazhi (龍薛婆阿那支), un cousin de Long Lipozhun, comme nouveau roi, tout en continuant de se reconnaître vassaux d'Ashina Chuna. Pendant ce temps, Long Tuqizhi et sa famille finissent par arriver à Chang'an, où l'empereur Taizong les libère.
En 646, Yipishekui Khan offre des tributs aux Tang et demande à épouser une princesse impériale. L'empereur Taizong accepte, à condition qu'il livre cinq royaumes vassaux du Khaganat des Turcs Occidentaux, comme prix de la fiancée : Kucha, Khotan, Shule, Zhujupo (朱俱波) et Congling. Il n'existe aucune archive ou chronique historique indiquant quelle a été la réponse de Yipishekui, mais ce qui est sûr, c'est qu'aucun mariage n'a jamais eu lieu.

## Campagne contre Karachahr et Kucha
Vers 647, Suvarnadeva (Sufadie 蘇伐疊), le roi de Kucha, meurt et c'est son frère Haripushpa (Helibushibi 訶黎布失畢) qui devient le nouveau roi. Le nouveau monarque diminue le montant des tributs qu'il verse aux Tang et commence également à attaquer les États voisins, qui sont des vassaux de la Chine. Furieux, l'empereur Taizong convoque Ashina She'er, un ancien Prince des Turcs Orientaux devenu un général au service de la Chine, durant la période du nouvel an 648. Il lui donne l'ordre de prendre la tête d'une armée pour attaquer Kucha, avec les généraux Qibi Heli (契苾何力) et Guo Xiaoke à ses côtés pour le seconder. En plus des soldats chinois, Ashina She'er doit aussi réquisitionner des combattants des tribus Tiele, du peuple des Turcs orientaux, du Tibet, et du royaume Tuyuhun. À l'automne 648, Ashina She'er commence par pénétrer en Dzoungarie, où il attaque les tribus Chuyue  et Chumi, pour les forcer à se rendre et se joindre à son expédition. Il part ensuite vers le sud pour pénétrer dans le bassin du Tarim entre Kucha et Karachahr. Effrayé par l'arrivée d'une armée Tang, Long Xuepoanazhi abandonne Karachahr et prend position à l'est de Kucha, dans un secteur qu'il juge plus facile à défendre. Vaine tentative, car Ashina She'er le capture et l'exécute, avant d'installer Long Xiannazhun (龍先那準), le cousin de Long Xuepoanazhi, sur le trône de Karachahr.
She'er revient alors à l'objectif initial de sa campagne et marche sur Kucha. Haripushpa envoie ses chanceliers Nali (那利) et Jieliedian (羯獵顛) pour bloquer l'avancée d'Han Wei (韓威), le commandant de l'avant-garde d'Ashina She'er. Peu de temps après le début des combats, Han fait semblant de battre en retraite, et quand les troupes de Kucha le poursuivent, Han et son bras droit Cao Jishu (曹繼叔) contre-attaquent et battent les chanceliers. Haripushpa s'installe alors à Yiluolu (伊邏盧), la capitale de Kucha, où il est attaqué par Ashina She'er. Vaincu, Haripushpa s'enfuit, mais She'er le poursuit, en laissant derrière lui Guo Xiaoke pour gérer Yiluolu. Haripushpa réussit à se réfugier à Bohuan (撥換), qui est immédiatement assiégé par She'er. La ville est prise au bout de 40 jours de siège et Haripushpa est capturé, tout comme Jieliedian. Par contre, Nali réussit à s'échapper et réunir ce qu'il reste de soldats de Kucha, avant de rejoindre les renforts envoyés par les Turcs Occidentaux. Cette coalition attaque Yiluolu et Guo par surprise, ce dernier étant tué dans lors des combats. Cependant, devant lutter à la fois à l'intérieur et à l'extérieur de la ville, Nali n'arrive pas à prendre le contrôle de Yiluolu et est obligé de s'enfuir. Il ne va pas bien loin, car le peuple de Kucha le capture et le livre à Ashina She'er. Ce dernier lance des représailles pour venger la mort de Guo Xiaoke, puis envoie une petite force de cavalerie légère à Khotan, un autre royaume du bassin du Tarim. La simple menace d'une invasion suffit à persuader le roi de devenir un vassal des Tang. Après avoir obtenu le versement d'un tribut de la part du royaume d'An (安, Boukhara) et des Turcs Occidentaux, Ashina She'er repart pour Chang'an.

## Conséquences
L'empereur Taizong meurt en 649. Après sa mort, Ashina Helu (阿史那賀魯), un Prince des Turcs Occidentaux qui lui avait juré fidélité, se soulève, vainc et tue Yipishekui Khan, puis devient le nouveau chef des Turcs Occidentaux en prenant le titre de Shabolüe Khan. Dès le début de son règne, il attaque le territoire des Tang. L'empereur Tang Gaozong, le fils et successeur de Taizong, lance deux campagnes contre Ashina Helu. La première, en 655, est commandée par Cheng Zhijie (程知節) et se conclut par un échec, car Zhijie est obligé de se replier lorsque les vivres et provisions viennent à manquer. La seconde, lancée en 657 et commandée par Su Dingfang, s’achève par une victoire totale et la capture d'Ashina Helu. Le territoire des Turcs Occidentaux est alors divisé en deux et confié à deux princes Turcs Occidentaux ayant fait allégeance aux Tang, Ashina Mishe (阿史那彌射), qui prend le titre d'Xinxiwang Khan et Ashina Buzhen (阿史那步真), qui prend le titre d'Jiwangjue Khan. Dès lors, les Tang deviennent la puissance dominante dans la région.
Les Tang achèvent la conquête du bassin du Tarim en 659, après avoir vaincu les derniers fidèles d'Ashina Helu à Kasghar. Le Protectorat Général pour Pacifier L'Ouest atteint alors sa taille maximum et pour le protéger, les Tang créent les quatre garnisons d'Anxi. Les Tibétains envahissent le bassin du Tarin durant la décennie 660 et en chassent les Tang en 670. Ces derniers reprennent le contrôle du bassin en 692 après une contre-attaque. Ils gardent le contrôle des Régions de l'Ouest pendant à peu près un siècle, malgré les attaques à répétition des Tibétains, des Turcs et des Arabes, jusqu'à ce que la révolte d'An Lushan permette aux Tibétains de s'emparer du corridor du Hexi. Le Protectorat et les quatre garnisons sont alors coupés du reste de l'Empire de Tang et finissent par tomber définitivement entre les mains de l'empire du Tibet durant la décennie 790.